# Saint-Martial-de-Nabirat
Saint-Martial-de-Nabirat – miejscowość i gmina we Francji, w regionie Nowa Akwitania, w departamencie Dordogne.
Według danych na rok 1990 gminę zamieszkiwały 512 osoby, a gęstość zaludnienia wynosiła 33 osób/km² (wśród 2290 gmin Akwitanii Saint-Martial-de-Nabirat plasuje się na 705. miejscu pod względem liczby ludności, natomiast pod względem powierzchni na miejscu 731.).